# Valentina Zenere

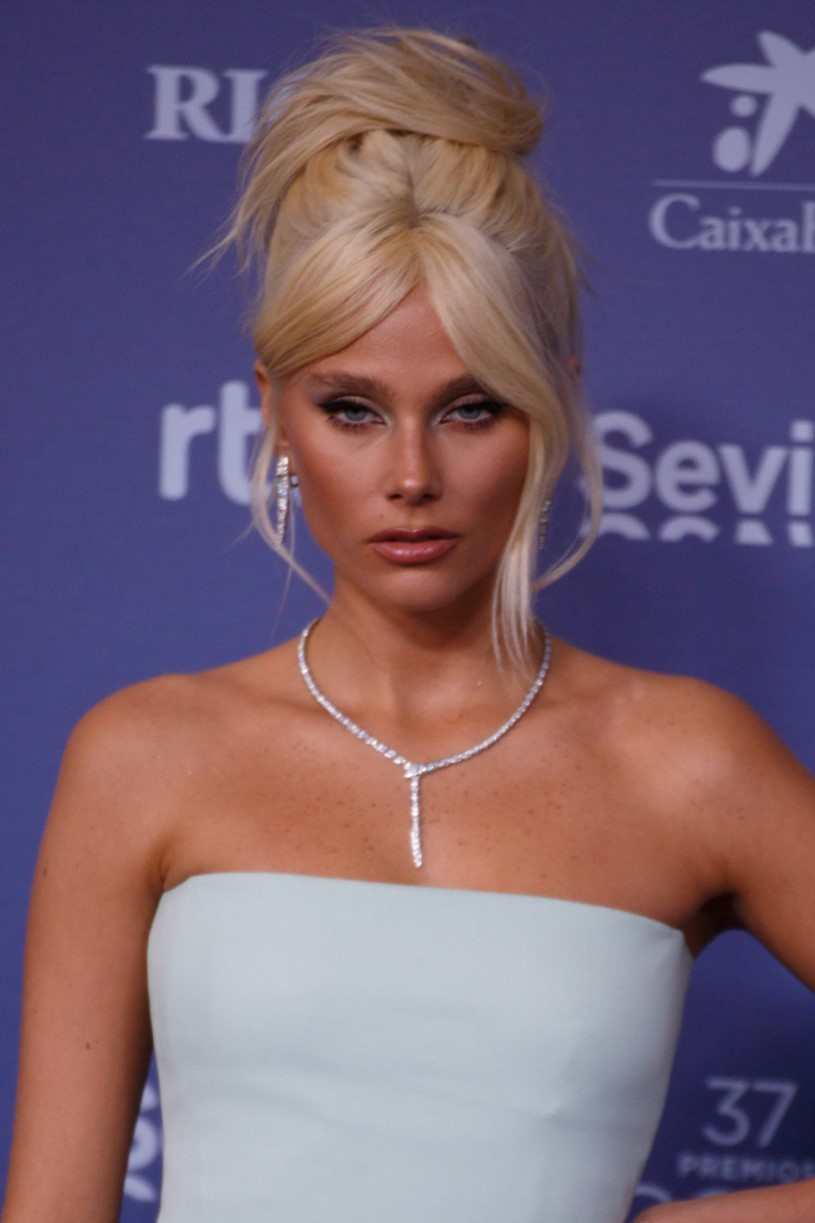
Valentina Zenere, 2023

Valentina Zenere (* 15. Januar 1997 in Buenos Aires) ist eine argentinische Schauspielerin, Sängerin und Model.

## Leben und Karriere
Zenere sammelte erste Erfahrungen als Schauspielerin in Werbespots für Barbie. 2010 wurde sie für die vierte Staffel der Fernsehserie Casi Ángeles gecastet. Darin spielte sie die Rolle der Alai Morales Romero. 2011 unterzeichnete Zenere einen Modelvertrag bei Multitalent Agency und modelte unter anderem für die Sweet Victorian und Tutta Frutta Kampagne. Von 2013 bis 2014 verkörperte Zenere die Rolle der Mara Ulloa in der Jugendserie Aliados.
Von März 2016 bis August 2018 wirkte Zenere in der Disney-Channel-Telenovela Soy Luna mit und erlangte dadurch in vielen Ländern Bekanntheit. Sie spielt die Rolle der intriganten Ámbar Smith. Auf den dazugehörigen Soundtracks war sie ebenfalls zu hören. Dieselbe Rolle übernahm Zenere 2019 als Gastdarstellerin in Juacas und 2021 für die Spezialfolge Soy Luna: El último concierto. 2020 verkörperte sie die Rolle der Camila Salvador in Die Telefonistinnen.
Seit April 2022 ist Zenere in der spanischen Netflix-Serie Élite als Isadora Artiñán zu sehen.

## Filmografie (Auswahl)
- 2010: Casi Ángeles
- 2011: Los Unicos
- 2013–2014: Aliados
- 2016–2018: Soy Luna
- 2019: Juacas
- 2020: Die Telefonistinnen (Las chicas del cable)
- 2021: Soy Luna: El último concierto
- 2022–2024: Élite (Fernsehserie)
- 2024: Nahir
- 2025: Im Dreck, 8 Folgen